# Rafah (muhafaza)
Rafah (arab. ‏رفح‎, Rafaḩ) – muhafaza Palestyny. Leży w południowej części Strefy Gazy. Od północnego wschodu sąsiaduje z Chan Junus, a od północnego zachodu ma dostęp do Morza Śródziemnego. Od południowego zachodu graniczy z egipską muhafazą Synaj Północny, a od południowego wschodu z izraelskim Dystryktem Południowym. Ma powierzchnię 64 km² i jest trzecią najmniejszą jednostką administracyjną kraju. Według danych Palestyńskiego Centralnego Biura Statystycznego na rok 2007 zamieszkało ją 173 371 osób, co stanowiło 4,6% ludności Palestyny. Znajdowało się tu wtedy 26 864 gospodarstw domowych. Do 2015 roku liczba ludności wzrosła do 225 538, a gęstość zaludnienia wynosiła 3 524 os./km². Jest to czwarta najgęściej zaludniona muhafaza Palestyny. 

## Miejscowości
- Al-Bajuk
- Al-Karja as-Suwajdija
- Al-Mawasi
- Rafah
- Szokat as-Sufi